# Москальов Митрофан Миколайович
Митрофан Миколайович Москальо́в (нар. 13 січня 1873, Єлець — пом. 20 серпня 1940, Київ) — український радянський хірург та уролог; доктор медицини з 1913 року, професор з 1919 року.

## Біографія
Народився 1 [13] січня 1893 року в місті Єлці (нині Липецька область, Росія). У 1902 році закінчив медичний факультет Київського імператорського університету Святого Володимира.
Упродовж 1904—1905 років працював ординатором хірургічного відділення Київського військового шпиталю; у 1905—1909 роках — лікарем хірургічного відділення Київської лікарні для чорноробів. Протягом 1909—1911 років перебував у науковому відрядженні в Парижі. Після повернення працював співробітником лабораторії хірургічної патології; у 1913—1919 роках — приват-доцент; у 1919—1931 роках — завідувач кафедри загальної хірургії Київського медичного інституту. Серед його учнів були Мойсей Лорін-Епштейн, Петро Іванович Користенський, Павло Бабицький, І. Г. Туровець, Ю. Г. Кучеренко, О. В. Бондарчук.
У 1932—1938 роках працював консультантом низки медичних закладів Києва. Помер у Києві 20 серпня 1940 року. Похований в Києві на Лук'янівському цвинтарі (ділянка № 13-І).

## Наукова діяльність
Розробив методи хірургічного лікування туберкульозу легень (торакопластика, френікотомія). Встановив, що патогенні мікроорганізми — збудники пієлонефритів — проникають первинно через кров або вторинно через лімфатичну систему. Автор праць:
- Къ вопросу о микробахъ, особенно патогенныхъ, питьевой воды г. Кіева. С.-Петербургъ, 1902;
- Опыты прививки гонококковъ мелкимъ лабораторнымъ животнымъ и попытки къ серотерапіи // Русский врачъ. 1905. Том 4, № 9;
- Краткое описаніе Учебнаго музея хирургическихъ препаратовъ при Кафедрѣ хирургической патологіи и терапіи Университета св. Владиміра. К., 1909. Выпуск 1; * Отчетъ о заграничной командировке для изученія хирургіи съ 1 апреля 1909 по 1 апреля 1911 года: (Обзоръ успѣховъ клинической хирургіи на западѣ Европы). К., 1912;
- Къ ученію объ этіологіи піелонефритовъ. К., 1913 (докторська дисертація).